# Islay (provincie)
| Islay                                                    | Islay                        |
| -------------------------------------------------------- | ---------------------------- |
| Plaja oraşului Mollendo, cu ieșire la Oceanul Pacific    |                              |
| Harta localizării provinciei în cadrul regiunii Arequipa |                              |
| Informații generale                                      |                              |
| Țară                                                     | Peru                         |
| Regiune                                                  | Arequipa                     |
| Primar                                                   | Miguel Roman Valdivia (2007) |
| - Capitală                                               | Mollendo                     |
| - Suprafață totală                                       | 3 886,49 km2                 |
| - Districte                                              | 6                            |
| Populație                                                |                              |
| An recensământ                                           | 2005                         |
| - Totală                                                 | 51 328                       |
| - Densitate                                              | 13/km2                       |
| Fus orar                                                 | UTC-5                        |
| Sit web                                                  | www.munimollendo.gob.pe      |
| UBIGEO                                                   | 0407                         |
| Modifică text                                            |                              |

Islay este o provincie în regiunea Arequipa din Peru. Capitala este orașul Mollendo. Este cea mai mică (ca întindere) dintre cele opt provincii ale din regiune. Se învecinează cu provinciile Camaná, Arequipa și Moquegua.

## Diviziune teritorială
Provincia este divizată în șase districte (spaniolă: distritos, singular: distrito):
- Cocachacra (Cocachacra)
- Dean Valdivia (La Curva)
- Islay
- Mejía (Mejía)
- Mollendo (Mollendo)
- Punta de Bombon (Punta de Bombon)

## Grupuri etnice
Provincia este locuită de către urmași ai populației quechua. Limba spaniolă este limba care a fost învățată de către majoritatea populației (procent de 85,11%) în copilărie, 10,59% dintre locuitori au vorbit pentru prima dată quechua, iar 3,24% au folosit limba aymara (Recensământul peruan din 2007)